# Thematische analyse
Thematische analyse (Engels: thematic analysis) is een flexibele methode voor het identificeren en interpreteren van patronen binnen data. Het kan inductief zijn, waarbij thema's uit de gegevens worden afgeleid, of deductief, waarbij een reeds bestaande theorie wordt getest door ondersteunend bewijs in de gegevens te vinden. Het richt zich op het onderzoeken van betekenisvolle patronen (ook wel thema's genoemd) binnen kwalitatief onderzoek. Thematische analyse is een methodologie of onderzoeksopzet die gebruikt kan worden om uit wetenschappelijk onderzoek verkregen gegevens te analyseren.
Thematische analyse wordt vaak gebruikt in diverse disciplines, waaronder psychologie, sociologie, antropologie en onderwijs. Het stelt onderzoekers in staat om de complexiteit en nuances van kwalitatieve gegevens te verkennen en te begrijpen, en biedt een instrument om diepgaand inzicht te krijgen in de ervaringen, perspectieven en gedragingen van mensen.

## Beschrijving
Thematische analyse kan worden gebruikt om de meeste soorten kwalitatieve gegevens te analyseren, waaronder kwalitatieve gegevens die zijn verzameld uit interviews, focusgroepen, enquêtes, logboeken, dagboeken, visuele methoden, observationeel en veldonderzoek, actieonderzoek, geheugenwerk, vignetten, verhaalaanvulling en (andere) secundaire bronnen. 
Gegevensverzamelingen kunnen variëren van korte antwoorden op open enquêtevragen tot honderden pagina's met interview-transcripties. Thematische analyse is geschikt om zowel kleine of grote datasets te analyseren, maar is ook geschikt voor een gemengde methode, waarin verschillende methoden met elkaar gecombineerd worden.
Een thematische analyse begint meestal met het grondig lezen of beluisteren van de verzamelde gegevens om vertrouwd te raken met de inhoud. Vervolgens worden codes gemaakt, wat betekent dat specifieke stukjes informatie geïdentificeerd en gelabeld worden om de essentie van de inhoud weergeven. Deze codes kunnen bijvoorbeeld bestaan uit woorden, frases of zinnen.
Na het coderen worden de codes georganiseerd in bredere categorieën, die de thema's vertegenwoordigen die in de gegevens naar voren komen. Dit proces omvat het zoeken naar overeenkomsten en verschillen tussen de codes en het clusteren van vergelijkbare codes om de belangrijkste thema's te identificeren. Het doel is om een betekenisvolle structuur te creëren die de rijkdom van de gegevens vastlegt.
Eenmaal geïdentificeerd worden de thema's geanalyseerd en geïnterpreteerd om betekenis te geven aan de gegevens. Onderzoekers zoeken naar verbanden en patronen binnen en tussen de thema's om diepere inzichten te verkrijgen over het onderwerp van het onderzoek. Deze inzichten kunnen helpen om hypotheses te formuleren, trends te identificeren, menselijk gedrag te begrijpen of theoretische modellen te ontwikkelen.

#### Semantisch en latent coderen
De verschillende niveaus waarop gegevens kunnen worden gecodeerd en thema's kunnen worden geïdentificeerd zijn semantisch en latent. Een thematische analyse kan zich richten op één van deze niveaus of op beide. Semantische codes en thema's identificeren de expliciete en oppervlakkige betekenissen van de gegevens. De onderzoeker kijkt niet verder dan wat de deelnemer heeft gezegd of geschreven. Omgekeerd leggen latente codes en thema's juist onderliggende ideeën, patronen en aannames vast. Dit vereist een meer intensieve en diepgaande oriëntatie op de data.

## Methodologische kwesties

### Reflexiviteit
Aangezien kwalitatief onderzoek interpretatief onderzoek is, moeten de standpunten, waarden en opvattingen van de onderzoekers worden geëxpliciteerd, zodat er rekening mee kan worden gehouden bij het lezen van de resultaten van het onderzoek. Dit soort openheid en reflectie wordt in de kwalitatieve onderzoeksgemeenschap als positief beschouwd. Onderzoekers geven vorm aan het werk dat ze doen en zijn het instrument voor het verzamelen en analyseren van gegevens. Om de onderzoeker als hulpmiddel voor de analyse te erkennen, is het nuttig om een reflexiviteitsdagboek op te zetten en bij te houden.
Het reflexiviteitsproces kan worden beschreven als de onderzoeker die reflecteert op, en documenteert hoe, zijn waarden, overtuigingen, keuzes en onderzoekspraktijken het onderzoek en de uiteindelijke analyse van de gegevens beïnvloedden en vorm gaven. Reflexiviteitsdagboeken zijn enigszins vergelijkbaar met het gebruik van (analytische) memo's in gefundeerde theorie, die nuttig kunnen zijn voor het reflecteren op de ontwikkelende analyse en mogelijke patronen, thema's en concepten. Tijdens het coderingsproces houden onderzoekers de ontwikkeling van elk van hun codes en potentiële thema's gedetailleerd bij. Bovendien kunnen wijzigingen in thema's en verbindingen tussen thema's worden besproken in het eindrapport om de lezer te helpen bij het begrijpen van beslissingen die werden genomen tijdens het coderingsproces.
Zodra de gegevensverzameling is voltooid en de onderzoekers beginnen met de fasen van gegevensanalyse, maakt de onderzoeker aantekeningen over zijn eerste indrukken van de gegevens. Het vastleggen van ideeën voor toekomstige analyse kan helpen om gedachten en reflecties op papier te krijgen en kan dienen als referentie voor mogelijke coderingsideeën terwijl men van de ene fase naar de volgende gaat in het thematische analyseproces.

### Steekproef overwegingen
Er is geen voor de hand liggend antwoord op vragen over hoe groot een steekproef moet zijn bij thematische analyse; net zoals er geen eenduidig antwoord is op vragen over steekproefomvang bij kwalitatief onderzoek in het algemeen (het klassieke antwoord is 'het hangt ervan af': van de reikwijdte van het onderzoek, de onderzoeksvraag en het onderwerp, de methode of methoden van gegevensverzameling, de omvang van individuele gegevensitems, de analytische aanpak).
Sommige onderzoekers geven richtlijnen voor het bepalen van de steekproefgrootte, waarbij de nadruk ligt op het concept van verzadiging of redundantie van informatie (er is geen nieuwe informatie, codes of thema's meer zichtbaar in de data). Deze pogingen om verzadiging te 'operationaliseren' suggereren dat codeverzadiging (vaak gedefinieerd als het identificeren van één geval van een code) kan worden bereikt in 6 of 12 interviews in sommige omstandigheden. Verzadiging (het ontwikkelen van een "rijk getextureerd" begrip van een onderwerp) verondersteld grotere steekproeven (ten minste 24 interviews).
Deze manier van het "kwantificeren" van de steekproefgrootte wordt bekritiseerd, omdat ze uitgaan van een kwantitatief oogpunt in plaats van een kwalitatief oogpunt, waar thematische analyse op gebaseerd is.

## De zes fasen van thematische analyse (reflexieve benadering)
Het zesfasige proces voor thematische analyse is gebaseerd op het werk van Braun en Clarke en hun reflexieve benadering van thematische analyse. Dit cyclische proces van zes fasen houdt in dat je heen en weer gaat tussen de fasen van gegevensanalyse totdat je tevreden bent met de uiteindelijke thema's. Onderzoekers die thematische analyse uitvoeren, proberen verder te gaan dan de oppervlakkige betekenissen van de data, om zo een dichte beschrijving te kunnen geven over wat de resultaten betekenen.
| Fasen  | Proces | Resultaat                                                                                                  | Reflexiviteitsdagboek |
| ------ | --- | --- | --- |
| Fase 1 | Lees en herlees data om vertrouwd te raken met wat de data inhoudt, met speciale aandacht voor patronen die optreden. | Voorlopige "start" -codes en gedetailleerde opmerkingen.                                                   | Maak een lijst van startcodes in het dagboek, samen met een beschrijving van wat elke code betekent en de bron van de code. |
| Fase 2 | Genereer de initiële codes door te documenteren waar en hoe patronen voorkomen. Dit gebeurt door middel van datareductie, waarbij de onderzoeker gegevens samenvoegt tot labels om categorieën te creëren voor een efficiëntere analyse. Gegevenscomplicatie is hier ook voltooid. Dit houdt in dat de onderzoeker conclusies trekt over wat de codes betekenen. | Uitgebreide codes van hoe gegevens onderzoeksvragen beantwoorden.                                          | Geef gedetailleerde informatie over hoe en waarom codes zijn gecombineerd, welke vragen de onderzoeker aan de gegevens stelt en hoe codes met elkaar in verband staan.                                                                      |
| Fase 3 | Combineer codes tot overkoepelende thema's die de gegevens nauwkeurig weergeven. Bij het ontwikkelen van thema's is het belangrijk dat de onderzoeker precies beschrijft wat de thema's betekenen, ook als het thema niet "lijkt te passen". De onderzoeker moet ook beschrijven wat er ontbreekt in de analyse.                                                 | Lijst van kandidaat-thema's voor verdere analyse.                                                          | Reflexiviteitsdagboeken moeten noteren hoe de codes werden geïnterpreteerd en gecombineerd om thema's te vormen. |
| Fase 4 | In deze fase kijkt de onderzoeker hoe de thema's de data en het overkoepelende theoretische perspectief ondersteunen. Als de analyse onvolledig lijkt, moet de onderzoeker teruggaan en vinden wat er ontbreekt. | Coherente herkenning van hoe thema's zijn gevormd om een nauwkeurig verhaal over de gegevens te vertellen. | Notities moeten het proces bevatten van het begrijpen van thema's en hoe ze passen bij de gegeven codes. Antwoorden op de onderzoeksvragen en datagedreven vragen moeten buitengewoon complex zijn en goed worden ondersteund door de data. |
| Fase 5 | De onderzoeker moet definiëren wat elk thema is, welke aspecten van de gegevens worden vastgelegd en wat interessant is aan de thema's. | Een uitgebreide analyse van wat de thema's bijdragen aan het begrijpen van de data.                        | De onderzoeker beschrijft elk thema in enkele zinnen. |
| Fase 6 | Wanneer de onderzoekers het rapport schrijven, moeten ze beslissen welke thema's een zinvolle bijdrage leveren aan het begrijpen van wat er in de gegevens gebeurt. Onderzoekers zouden ook aan " member-checking " moeten doen. Hier gaan de onderzoekers terug naar het monster om te zien of hun beschrijving een juiste weergave is.                         | Een dichte beschrijving van de resultaten.                                                                 | Merk op waarom bepaalde thema's nuttiger zijn om bijdragen te leveren en te begrijpen wat er binnen de dataset gebeurt. Beschrijf het proces van het kiezen van de manier waarop de resultaten zouden worden gerapporteerd.                 |

### Fase 1: Vertrouwd raken met de data
De eerste fase in reflexieve thematische analyse is het vertrouwd raken met de data. Het op een actieve manier analyseren van de data zal onderzoekers helpen bij het zoeken naar betekenissen en patronen in de dataset. In dit stadium is het verleidelijk om deze fase van kennismaking te overhaasten en onmiddellijk te beginnen met het genereren van codes en thema's; het proces van onderdompeling zal onderzoekers echter helpen bij het identificeren van mogelijke thema's en patronen. Het lezen en herlezen van het materiaal totdat de onderzoeker zich op zijn gemak voelt, is cruciaal voor de beginfase van de analyse. Terwijl je vertrouwd raakt met het materiaal, is het maken van aantekeningen een cruciaal onderdeel van deze stap om te beginnen met het ontwikkelen van potentiële codes.
Na deze fase moet de onderzoeker zich vertrouwd voelen met de inhoud van de gegevens en in staat zijn om opvallende patronen of herhalingen in de gegevens te herkennen. Deze patronen moeten worden vastgelegd in een reflexiviteitsdagboek, waar ze van pas komen bij het coderen van de data

#### Transcriberen
Nadat de gegevensverzameling is voltooid, kan het nodig zijn dat de onderzoeker zijn gegevens in schriftelijke vorm moet transcriberen (bijvoorbeeld audio opgenomen gegevens zoals interviews). Braun en Clarke bieden een transcriptiesysteem voor het gebruik van hun aanpak in hun tekstboek "Successful Qualitative Research". De kwaliteit van de transcriptie van de gegevens is essentieel voor de betrouwbaarheid van de analyse.

### Fase 2: Coderen
De tweede stap in reflexieve thematische analyse is het toekennen van een label (een paar woorden of een korte zin) aan de data die van belang zijn. Dit label moet duidelijk de relevante kenmerken van de gegevens weergeven (dit is belangrijk voor latere stadia van thema-ontwikkeling). Deze systematische manier van het organiseren en identificeren van betekenisvolle delen van de gegevens in relatie tot de onderzoeksvraag wordt coderen genoemd. Het coderingsproces ontwikkelt zich tijdens het verdiepen van de onderzoeker in de gegevens en wordt niet beschouwd als een lineair proces, maar als een cyclisch proces waarin codes worden ontwikkeld en verfijnd.

### Fase 3: Initiële thema's genereren
Door te zoeken naar thema's en na te gaan wat werkt en wat niet werkt binnen de thema's, kan de onderzoeker beginnen met het ontwikkelen van potentiële codes. In deze fase is het belangrijk om te beginnen met het onderzoeken hoe codes gecombineerd kunnen worden tot overkoepelende thema's in de data. Op dit punt hebben onderzoekers een lijst met thema's en kunnen ze zich gaan richten op bredere patronen in de gegevens, door gecodeerde gegevens te combineren met voorgestelde thema's. Onderzoekers beginnen ook na te denken over hoe relaties worden gevormd tussen codes en thema's en tussen verschillende niveaus van bestaande thema's. Het kan nuttig zijn om visuele modellen te gebruiken om codes in de potentiële thema's te sorteren.
Thema's verschillen van codes omdat thema's uitdrukkingen of zinnen zijn die aangeven wat de betekenis is van de gegevens. Thema's bestaan uit ideeën en beschrijvingen die gebruikt kunnen worden om causale gebeurtenissen, uitspraken en moralen uit de verhalen van de deelnemers te verklaren.
In volgende fasen is het belangrijk om de verschillende initiële thema's samen te voegen tot een overkoepelend thema's. Het is belangrijk om in deze fase niet alleen te kijken naar wat er in de gegevens aanwezig is, maar ook naar wat er in de gegevens ontbreekt. Het is cruciaal om te voorkomen dat thema's worden weggegooid, zelfs als ze in eerste instantie onbelangrijk zijn, omdat later in het analyseproces kan blijken dat het toch belangrijke thema's zijn.

### Fase 4: Herzien van thema's
In deze fase controleren onderzoekers hun oorspronkelijke thema's aan de hand van de gecodeerde data en de volledige dataset. Dit is om te waarborgen dat de analyse niet te veel afwijkt van de data, en een goed beeld geeft van de data die relevant zijn voor de onderzoeksvraag. Dit beoordelingsproces maakt het ook mogelijk om thema's verder uit te breiden en te herzien. Op dit punt zouden onderzoekers een reeks potentiële thema's moeten hebben, omdat in deze fase het opnieuw bewerken van de oorspronkelijke thema's plaatsvindt. Sommige bestaande thema's kunnen in elkaar overgaan, andere thema's moeten misschien in kleinere eenheden worden samengevoegd of helemaal worden weggelaten.

### Fase 5: Definiëren en benoemen van thema's
Het definiëren en verfijnen van bestaande thema's die in de uiteindelijke analyse zullen worden gepresenteerd, helpt de onderzoeker bij het analyseren van de data binnen elk thema. In deze fase heeft het identificeren van de essentie van de thema's betrekking op hoe elk specifiek thema deel uitmaakt ten opzichte van het totaalbeeld van de data. Deze fase wordt gekenmerkt door het identificeren van welke aspecten van de data worden vastgelegd en wat interessant is aan de thema's, en hoe de thema's bij elkaar passen om een coherent en overtuigend verhaal over de data te vertellen.
Om te identificeren of huidige thema's subthema's bevatten en om verdere verdieping in thema's te ontdekken, is het belangrijk om thema's binnen het geheel en ook als autonome thema's te beschouwen. Braun en Clarke raden aan voorzichtig te zijn met het ontwikkelen van vele subthema's en vele niveaus van thema's, omdat dit kan leiden tot een té gefragmenteerde analyse. Onderzoekers voeren vervolgens een gedetailleerde analyse uit om het verhaal van elk thema en de betekenis ervan te identificeren. Aan het einde van deze fase kunnen onderzoekers (1) vaststellen waaruit de huidige thema's bestaan en (2) elk thema in een paar zinnen uitleggen. Het is belangrijk om op te merken dat onderzoekers beginnen na te denken over namen voor thema's die de lezer een volledig beeld geven van het thema en het belang ervan. Het gebrek aan een volledige analyse van de data doet zich voor wanneer onderzoekers de data niet gebruiken om hun analyse te ondersteunen en niet verder gaan dan het simpelweg beschrijven of parafraseren van de inhoud van de data. Onderzoekers die een thematische analyse uitvoeren, moeten proberen verder te gaan dan de oppervlakkige betekenissen van de data om de data te kunnen begrijpen en een accuraat verhaal te vertellen over wat de data betekenen.

### Fase 6: Het eindrapport
Nadat de definitieve thema's zijn vastgesteld, beginnen de onderzoekers met het schrijven van het eindrapport. Tijdens het schrijven van het eindrapport moeten onderzoekers beslissen over thema's die een zinvolle bijdrage leveren aan het beantwoorden van onderzoeksvragen die later als definitieve thema's moeten worden verfijnd.